# Meteorologiåret 1854

## Händelser

### Januari
- 31 januari – Den nederländska väderlekstjänsten bildas [1].

### April
- 24 april – Sommartemperaturer råder vid Fort Smelling i Minnesota, USA.[2]
- 27 april - En snöstorm rasar i sydvästra Ontario. Båtar på Michigansjön och Huronsjön sjunker.[3]

### November
- 12 november - En storm härjar i Västeuropa [4].
- 14 november - Samma storm som två dagar tidigare härjade i Västeuropa härjar nu på Kaspiska havet, där franska krigsskeppet "Henri IV" förliser. Om telegrafen följt ovädret hade stormen kunnat förutspås, och olyckan undvikits. Frankrikes krigsminister ger Parisobservatoriets direktör, astronomen Urbain Le Verrier, i uppdrag att undersöka olyckans orsaker.[4]

### Okänt datum
- Det som senare blir brittiska Met Office bildas.[5]